# MyAnimeList
MyAnimeList, souvent abrégé en MAL, est un site web d'application de catalogage social et de réseautage social sur le thème des anime et des mangas. Le site fournit à ses utilisateurs un système semblable à une liste pour organiser les séries qu'ils ont regardées ou lues. Cela facilite la recherche d'utilisateurs qui partagent des goûts similaires et apporte une grande base de données sur les anime et les mangas. En 2018, Le site annonce avoir 15000 entrées pour les anime et 45000 pour les mangas. En 2015, le site a reçu 120 millions de visiteurs par mois.

## Histoire
Le site a été lancé en avril 2006 par Garrett Gyssler et maintenu uniquement par lui jusqu'en 2008,. À l'origine, le site s'appelait « AnimeList », mais Garret Gyssler a décidé d'incorporer le possessif « My » au début, suivant la mode du réseau social le plus important de ces années : Myspace.
Le 4 août 2008, CraveOnline (en), un site de divertissement et de style de vie pour hommes appartenant à AtomicOnline, a acheté MyAnimeList pour une somme d'argent non divulguée,. En 2015, la société japonaise DeNA a annoncé qu'elle avait acheté MyAnimeList auprès de CraveOnline, et qu'ils allaient s'associer avec l'Anime Consortium Japan pour diffuser des anime sur le service, via Daisuki (en),.
MyAnimeList a annoncé en avril 2016 l'intégration des épisodes de Crunchyroll et Hulu directement sur le site, avec plus de 20 000 épisodes mis à disposition sur le site.
En avril 2017, MyAnimeList a ajouté The King's Avatar (en), sa première série d'animation chinoise à la base de données du site.
Le 8 mars 2018, MyAnimeList a ouvert un magasin de mangas en ligne, en partenariat avec Kodansha Comics et VIZ Media, permettant aux utilisateurs d'acheter des mangas sur le site. Le service, initialement lancé au Canada, a été plus tard étendu aux États-Unis, au Royaume-Uni et dans plusieurs autres territoires anglophones.
MAL est devenu inaccessible pendant plusieurs jours en mai et en juin 2018 lorsque le personnel du site l'a mis hors service pour maintenance, citant des préoccupations de sécurité et de confidentialité,. Les opérateurs du site ont également désactivé l'API pour les applications tierces, les rendant inutilisables. Les mesures ont été prises pour se conformer au programme sur le RGPD de l'Union européenne,.
MyAnimeList est racheté par le distributeur japonais de livres numériques Media Do en janvier 2019 ; avec leur achat, ils ont annoncé leur intention de se concentrer sur le marketing et la vente de livres électroniques pour renforcer le site. Le nouveau propriétaire nomme par ailleurs Youichirou Watanabe au poste de PDG de MyAnimeList, LLC,.
Un partenariat entre MyAnimeList et HIDIVE est annoncé en septembre 2019 ; il permet dans un premier temps à HIDIVE d'afficher les évaluations de contenu de MAL sur sa plateforme de streaming tandis que le lecteur vidéo d'HIDIVE sera intégré sur MAL selon une sélection de programmes de la plateforme à partir du quatrième trimestre de 2019.
En février 2021, il est annoncé que les sociétés japonaises Kōdansha, Shūeisha, Shōgakukan investissent dans MyAnimeList qui, de son côté, prévoit également d'émettre de nouvelles actions pour une augmentation de son capital d'un total de 1,2 milliard de yens (environ 11,33 millions de dollars) ; les trois maisons d'édition, avec la société mère Media Do, mettant en œuvre une attribution à des tiers et garantissant la moitié de ce montant.

## Fonctionnalités
MyAnimeList répertorie l'animation japonaise, l'animation coréenne et l'animation chinoise. De la même façon, MAL dispose d'informations sur les mangas, les manhwa (bandes dessinées sud-coréennes), les manhua (bandes dessinées chinoises), ainsi que les dōjinshi (bande dessinée de fan ou d'amateur) et les light novel qui sont présents dans sa base de données. Les utilisateurs créent des listes qu'ils s'efforcent de remplir. Les utilisateurs peuvent soumettre des avis, écrire des recommandations, des blogs, poster sur le forum du site, créer des clubs pour se joindre avec des personnes ayant des intérêts similaires, et s'abonner au flux RSS des nouvelles liées aux anime et aux mangas. MAL lance également des défis aux utilisateurs pour compléter leurs « listes ».

### Notation
MyAnimeList permet aux utilisateurs de noter un anime ou un manga sur une échelle de 1 à 10. Ces scores sont ensuite additionnés pour attribuer à chaque série de la base de données un rang dans le classement du meilleur au pire. Le classement d'une série est calculé deux fois par jour à l'aide de la formule suivante :
{\displaystyle R={\frac {vS+mC}{v+m}}}
Là où {\displaystyle v} représente le nombre total de votes des utilisateurs, {\displaystyle S} est le score moyen des utilisateurs, {\displaystyle m} le nombre minimum de votes requis pour obtenir un score calculé (actuellement 50) et {\displaystyle C} la moyenne dans toute la base de données d'anime/manga. Seuls les scores pour lesquels un utilisateur a terminé au moins 20% d'une série sont calculés.